# Úhud
Úhud (àrab: جبل أُحُد, jabal Uḥud) és un altiplà rocós situat 5 km al nord de Medina, amb una altura de 1.077 metres.
És famós per ser el lloc de la batalla que porta el seu nom, que fou la segona batalla entre musulmans i gent de la Meca i que s'hauria lliurat el 19 de març del 625 entre una força de la petita comunitat musulmana de Medina i una força de la ciutat de la Meca. Vegeu Batalla de l'Úhud.